# Kormidlo

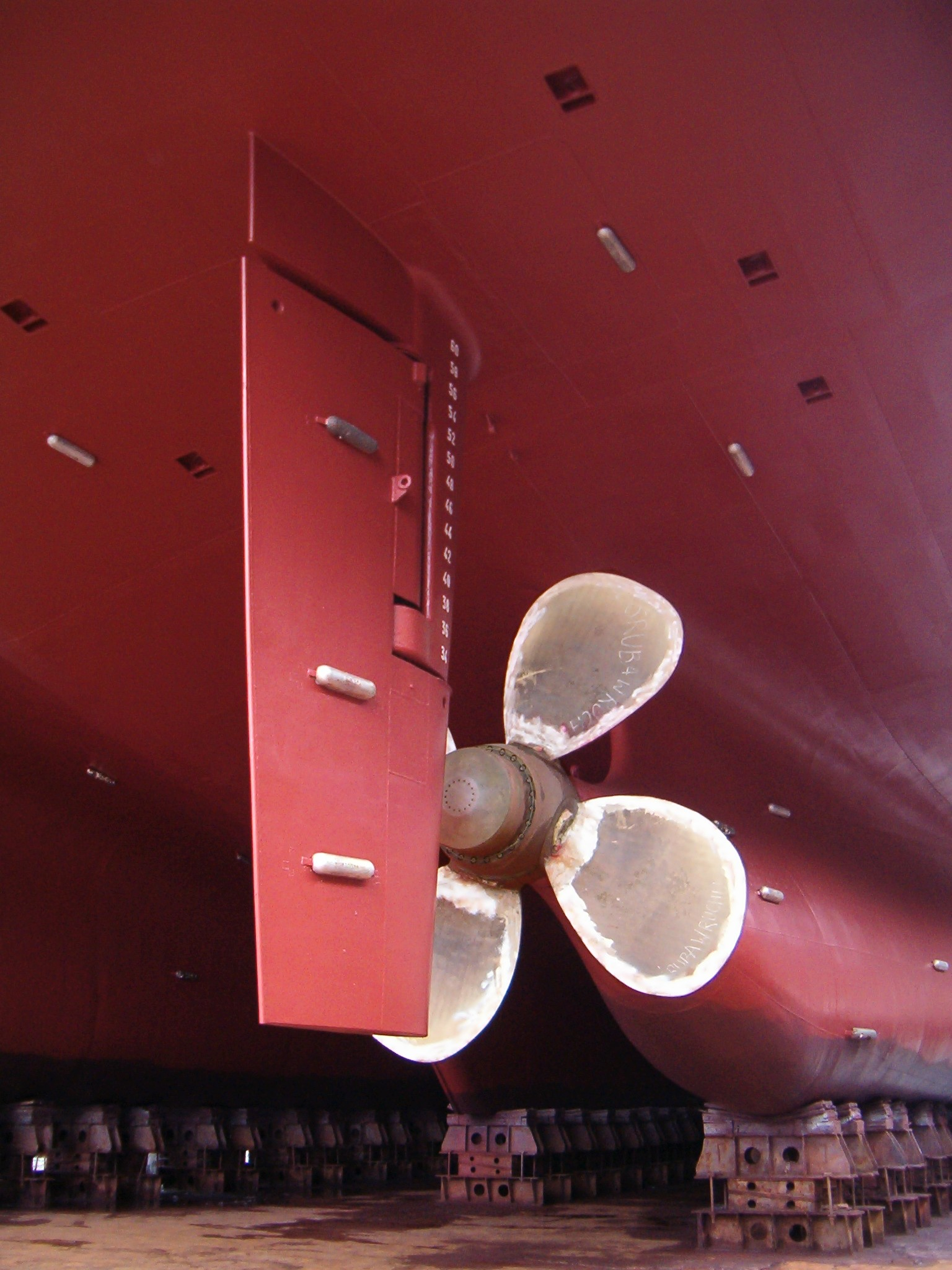
Kormidlo velké oceánské lodě

Kormidlo je zařízení, které umožňuje udržovat a měnit směr pohybu lodí, letadel a dalších dopravních prostředků. Obvykle má tvar ploché desky, umístěné na zádi řízeného stroje tak, aby kladlo prostředí co nejmenší odpor. Existují ale i kormidla umístěná jinde. Vychýlením kormidla z osy stroje lze měnit obtékání tělesa dopravního prostředku okolním prostředím a tak měnit směr pohybu. Vychýlením například doprava začne na záď lodi působit příčná síla opačného směru, která otáčí stroj přídí doprava. Název kormidlo je od staršího „korma“, záď lodi.

## Historie
Jedním z nejstarších typů kormidel je kormidelní veslo, které kormidelník držel v ruce. Udrželo se ve výstroji lodí od starověkého Egypta až do středověku. Později se kormidlo připevňovalo otočně k zádi lodi a ovládalo přímo kormidelní tyčí. Jeho ovládání se provádělo nejprve přímo kormidelní pákou, pevně spojenou s osou kormidla, u větších lodí kormidelní tyčí s pákovým převodem a zhruba od roku 1705 kormidelním kolem. V novověku se kormidla postupně dále zdokonalovala, což bylo umožněno vývojem materiálů i teoretických znalostí. U velkých moderních lodí má kormidlo hydraulický nebo elektrický pohon a kormidelník, který je ovládá, má samostatnou provozní místnost zvanou kormidelna na lodním můstku.

## Letecké kormidlo

Působení kormidla na letadlo

Kormidlo u letadla (s jeho konvenční polohou na ocase) se nepoužívá k zatáčení. Letadlo zatáčí tím, že se nakloní pomocí křidélek a vodorovná složka nakloněného vektoru vztlaku pak táhne letoun do zatáčky. Křídlo na vnější straně zatáčky má ovšem větší rychlost a tudíž i větší indukovaný odpor, který působí proti tomuto otáčení. Nakloněný letoun má pak tendenci otáčet se proti záměru pilota. Kormidlo tuto tendenci koriguje a tak udržuje zatáčku v koordinovaném režimu, kdy se směr letu shoduje s osou letadla.